# Quellenamnesie
Quellenamnesie ist ein alltägliches Gedächtnisphänomen. Es beschreibt die Eigenschaft unseres Gedächtnisses, dass wir Fakten unabhängig von ihrer Herkunft speichern. So kann ein Mensch über ein bestimmtes Wissen verfügen (z. B. dass Cäsar von Brutus ermordet wurde) ohne sich daran zu erinnern, wo und wann er die Fakten gelernt hat (z. B. in einer TV-Dokumentation).

## Phänomene der Quellenamnesie
Im Zusammenhang mit Quellenamnesien besteht die Möglichkeit, dass sich falsche Quellen in der Erinnerung wiederfinden. Zusammen mit diesem Fehlinformationseffekt bildet die Quellenamnesie den Ursprung vieler falscher Erinnerungen. Auch kann es z. B. Schriftstellern passieren, zu glauben ein Gedanke käme von ihnen, ohne zu wissen, dass die entsprechende Information ursprünglich von außen kam. Ein weiteres Phänomen der Quellenamnesie zeigt sich bei der Erinnerung an Träume: Menschen wissen manchmal nicht, ob ein bestimmtes Ereignis tatsächlich stattfand, oder ob die Erinnerung aus einem Traum stammt.

## Gedächtnisstruktur
Die Quelle gehört zu den empfindlichsten Teilen einer Erinnerung. Sie liegt im autobiographischen Gedächtnis, welches nur wenige und bedeutsame Inhalte speichert. Der zentrale Verarbeitungsort hierfür im Gehirn sind die innersten Bereiche des Hippocampus. Dort steht vergleichsweise wenig Platz zur Verfügung.
Das Faktenwissen dagegen zählt zum semantischen Gedächtnis. Der Hippocampus verarbeitet diese Inhalte weiter außen, wobei hierfür mehr Platz vorhanden ist. Daher werden Fakten besser gespeichert als die Quellen.